# Кіпті (Львівський район)
Кі́пті — село в Україні, у Львівському районі Львівської області. Населення становить 300 осіб. Орган місцевого самоврядування - Добросинсько-Магерівська сільська рада.

## Назва
У 1990 р. назву села Кібті було змінено на одну літеру.

## Історія
Село Кіпті до 1939 року входило до складу села Лавриків, утворене з наступних присілків села Лавриків: Літепли, Грицалі, Ковалі, Шмиглі, Псярки, Кіпки (Кіпті), Черники, Хемичі, Смолюхи, Смуги.

## Населення

### Мова
Розподіл населення за рідною мовою за даними перепису 2001 року:
| Мова       | Кількість | Відсоток |
| ---------- | --------- | -------- |
| українська | 300       | 100%     |